# Пол Фуско
Джон Пол Фуско (2 серпня 1930 — 15 липня 2020) — американський фотожурналіст. Фуско відомий, зокрема, своїми фотографіями похоронного поїзда Роберта Кеннеді, страйку виноградарів у Делано у 1966 році та наслідків Чорнобильської катастрофи. Фуско розпочав кар'єру фотографа для журналу «Look» і був членом Magnum Photos з 1973 року до своєї смерті.

## Ранні роки
Пол Фуско народився у Леомінстері, штат Массачусетс, і почав займатися фотографією як хобі у 14 років. Під час Корейської війни, з 1951 до 1953 рік, він отримав професійний досвід, працюючи фотографом у Корпусі зв'язку армії США. Спочатку він навчався в Університеті Дрейка, а у 1957 році здобув ступінь бакалавра образотворчого мистецтва з фотожурналістики в Університеті Огайо. Потім він переїхав до Нью-Йорка, щоб професійно займатися фотографією.

## Фотокар'єра
Фуско спочатку працював для журналу «Look» у Нью-Йорку. У 1968 році він зробив для нього серію фотографій, які згодом стали широковідомими. На них зображені люди у жалобі за маршрутом похоронного потягу з тілом Роберта Кеннеді.
Його фотографії часто документували соціальні проблеми та несправедливість, як-от бідність, життя у гетто, перші дні ВІЛ-кризи та культурні експерименти по всій Америці.
Його фотографії 1966 року страйку виноградарів у Делано задокументували боротьбу фермерів-мігрантів за створення профспілки за підтримки Цесара Чавеса. Знімки зібрали у книгу «La Causa: The California Grape Strike» з текстом Джорджа Д. Горовіца.
Фуско переїхав до Мілл-Веллі, штат Каліфорнія, у 1970-х роках. У 1973 році він став асоційованим членом Magnum Photos і повноправним членом через рік. Протягом багатьох років Фуско також працював у таких виданнях як «Лайф», «Mother Jones», «New York Times Magazine», «Ньюсвік», «Psychology Today» і «Тайм».
Фуско також працював на міжнародному рівні, висвітлюючи події у Європі, на Середньому Сході та у Південно-Східній Азії. Наприкінці 1990-х років він протягом двох місяців фотографував наслідки аварії на Чорнобильській АЕС у Білорусі, зрештою опублікувавши їх у книзі «Спадщина Чорнобиля» з передмовою Кофі Аннана. На початку 2000-х років Фуско займався особистим проєктом «Гіркі плоди», документуючи похорони військовослужбовців США, загиблих під час війни в Іраку.
У 1993 році він виїхав з Мілл-Веллі до Нью-Джерсі, але згодом у 2009 році повернувся до Каліфорнії, в округ Марін.

## Смерть і спадок
Фуско помер 15 липня 2020 року у віці 89 років у Сан-Ансельмо, Каліфорнія.
Багато його фотографій знаходяться в архіві Magnum Photos у Центрі Гаррі Ренсома при Техаському університеті в Остіні. Двісті його фотографій Організаційного комітету об'єднаних сільськогосподарських робітників і Цесара Чавеса, зроблених під час страйку сільськогосподарських робітників у Делано, зберігаються у Бібліотеці Конгресу, як і 1800 слайдів Kodachrome, зроблених у червні 1968 року похоронного потягу, який перевозив тіло Роберта Кеннеді з Нью-Йорка до Вашингтона, округ Колумбія, для поховання на Арлінгтонському національному кладовищі.

## Книги
- Sense Relaxation: Below the Mind. США: Collier, 1968;ISBN 978-0-671-78628-1
- La Causa: The California Grape Strike. США: Collier, 1970; ASIN B000M4HM3W .
- What to Do Until the Messiah Comes. США: Collier, 1971; ASIN B000JJY6KW
- The Photo Essay: Paul Fusco & Will McBride. США: Crowell, 1974; ASIN B001IOV0RE
- Marina & Ruby: Training a Filly with Love. США: Вільям Морроу, 1977; ISBN 978-0-688-03229-6
- RFK Funeral Train. Umbrage/Magnum US, 2000; ISBN 978-1-884167-05-8
- Chernobyl Legacy. США: de. Mo, 2001; ISBN 978-0-9705768-0-4
- Paul Fusco: RFK. Нью-Йорк: Aperture, 2008; ISBN 978-1-59711-079-2